# Aeshna athalia
Aeshna athalia – gatunek ważki z rodzaju Aeshna i rodziny żagnicowatych. Występuje w Chinach; stwierdzono go w prowincji Zhejiang we wschodniej części kraju.